# Microgramma
Microgramma è un carattere tipografico creato nel 1952 da Alessandro Butti e Aldo Novarese per la Fonderia Nebiolo di Torino.
È probabilmente il più internazionalmente noto dei caratteri disegnati da Novarese. Già dagli anni sessanta divenne popolare presso gli illustratori tecnici, e dagli anni settanta anche presso i designer di tutto il mondo. Da allora è largamente utilizzato anche in pubblicità e nel packaging, grazie anche alla grande disponibilità in forma di trasferibili Letraset. Alcune società e stamperie tipografiche, come la AM Varityper, lo inclusero presto nella loro linea di caratteri.
Inizialmente presentava solamente le lettere maiuscole, e successivamente, alcune stamperie come la Linotype e la URW/Nebiolo, integrarono la serie con le lettere minuscole, gli accenti latini, i simboli matematici e le legature latine. Tuttavia, il carattere è quasi sempre utilizzato in versione extended e bold extended.
Microgramma tuttavia non presenta le lettere minuscole. A questa mancanza, Novarese sopperì nel 1962 con il nuovo carattere Eurostile, una sorta di Microgramma completo di lettere minuscole e di tutti i segni quali accenti, punteggiatura, parentesi ecc.

## Il Microgramma nella cultura di massa
Grazie al suo stile pulito, neutro e tecnico, ai suoi segni robusti e alle forme compatte delle lettere, il Microgramma è particolarmente adatto a un contesto estetico futuristico, tecnologico e fantascientifico.
La versione bold extended ha visto un massiccio uso in film e serie televisive di fantascienza molto popolari, come 2001: Odissea nello spazio del 1968, 2010 - L'anno del contatto del 1984, Andromeda del 1971, Star Trek, Spazio 1999, UFO, e nei logotipi di Dark Star, 1997: Fuga da New York e altri.
Il carattere rimane ancora usato tutt'oggi in loghi di aziende, come Nokia, Casio, Ampex, Drass e la Casa automobilistica Abarth. È stato a lungo adottato nel logo del canale tv RaiNews24.
Negli anni ottanta e novanta, alcune Case automobilistiche come Honda e Nissan hanno usato il Microgramma per le indicazioni dei comandi del cruscotto. Il carattere è presente anche sulle copertine di dischi molto popolari, come Master of Puppets dei Metallica, del 1986, e come logo dei Radiohead nelle copertine degli album The Bends del 1995 e Ok computer del 1997. Inoltre è presente sugli album dei Tame Impala